# Mucubal
Els mucubal (també mucubai, mucabale o mugubale) són un subgrup dels hereros al sud d'Angola. Com els massais, amb qui es diu que estan relacionats, són seminòmades i depenen de la ramaderia i l'agricultura. Llur territori és el desert del Namib, limitat per les muntanyes de Serra da Chela al nord i el riu Cunene al sud.
Tradicionalment els mucubal porten poca roba, duen matxets o llances i es caracteritzen per la seva resistència, de vegades corrent 80 kilòmetres en un dia. Llurs viles consisteixen en un grup de cabanes aplegades formant un cercle.